# Serramanna
Serramanna (sardinski: Serramànna) je grad i općina (comune) u pokrajini Južnoj Sardiniji u regiji Sardiniji, Italija. Nalazi se na nadmorskoj visini od 30 metara i ima 9 178 stanovnika.
 Prostire se na 83,84 km². Gustoća naseljenosti je 109 st/km².
Susjedne općine su: Nuraminis, Samassi, Sanluri, Serrenti, Villacidro i Villasor.